# Pluhův bor
Národní přírodní rezervace Pluhův bor byla vyhlášena v roce 1970 a nachází se mezi obcemi Mnichov a Louka. Důvodem ochrany je ochrana typických hadcových společenstev ve Slavkovském lese. Péčí o území je pověřena správa CHKO Slavkovský les.

## Popis oblasti
Území rezervace leží na jihovýchodním úbočí Vlčího hřbetu, hadcové oblasti tzv. Mnichovských hadců. Je součástí mohutného hadcového tělesa v mariánsko-lázeňském metabazitovém komplexu, největší hadcové oblasti v Českém masivu.
Geologické podloží je tvořeno převážně hadcem s menším zastoupením amfibolitů. Serpentinity se vyznačují špatným zvětráváním extrémně vysokými koncentracemi hořčíku, niklu a chromu a jen velmi nízkými obsahy vápníku, draslíku a fosforu. Z tohoto důvodu mají zdejší půdy vznikající na hadcích vysoký obsah těžkých kovů a naopak nedostatečný obsah živin. Pro běžnou vegetaci jsou tyto půdy toxické.
Tato toxicita je podle botaniků důvodem výskytu specifické hadcové vegetace. Ta se dokáže se špatnými podmínkami vyrovnat a chybí jí konkurence jiných rostlin. Bylo totiž zjištěno, že hadcové vegetaci se dobře daří i v příznivých půdních podmínkách, v substrátech bohatých na živiny. Zde ji však vytlačí konkurenční vegetace.
Podle měření za období 22 let je na území vysoký roční průměrný srážkový úhrn, který činí přibližně 800 mm.

### Flóra a fauna
V rezervaci roste početná populace endemické rostliny rožce kuřičkolistého (Cerastium alsinifolium), který roste pouze na Mnichovských hadcích a je jedním z asi 20 českých endemitů. Z dalších vzácných rostlin v území roste například chrastavec rolní hadcový (Knautia arvensis), hvozdík lesní (Dianthus sylvaticus), ostružiník skalní (Rubus saxatilis), vřesovec pleťový (Erica carnea), zimostrázek alpský (Polygala chamaebuxus) , sleziník hadcový a sleziník nepravý (Asplenium cuneifolium). Kromě vzácných druhů rostlin jsou hlavním předmětem ochrany území hadcová skalní společenstva, reliktní bory a lesní prameniště.
Z plazů a obojživelníků žijí v území skokan hnědý, ropucha obecná, zmije obecná a slepýš křehký. Z ptáků čáp černý, výr velký, ořešník kropenatý, datel černý, krahujec obecný či jestřáb lesní. V území byl zaznamenán také výskyt řady druhů netopýrů - např. netopýr ušatý, netopýr černý, netopýr vodní, netopýr rezavý či netopýr hvízdavý.

## Galerie

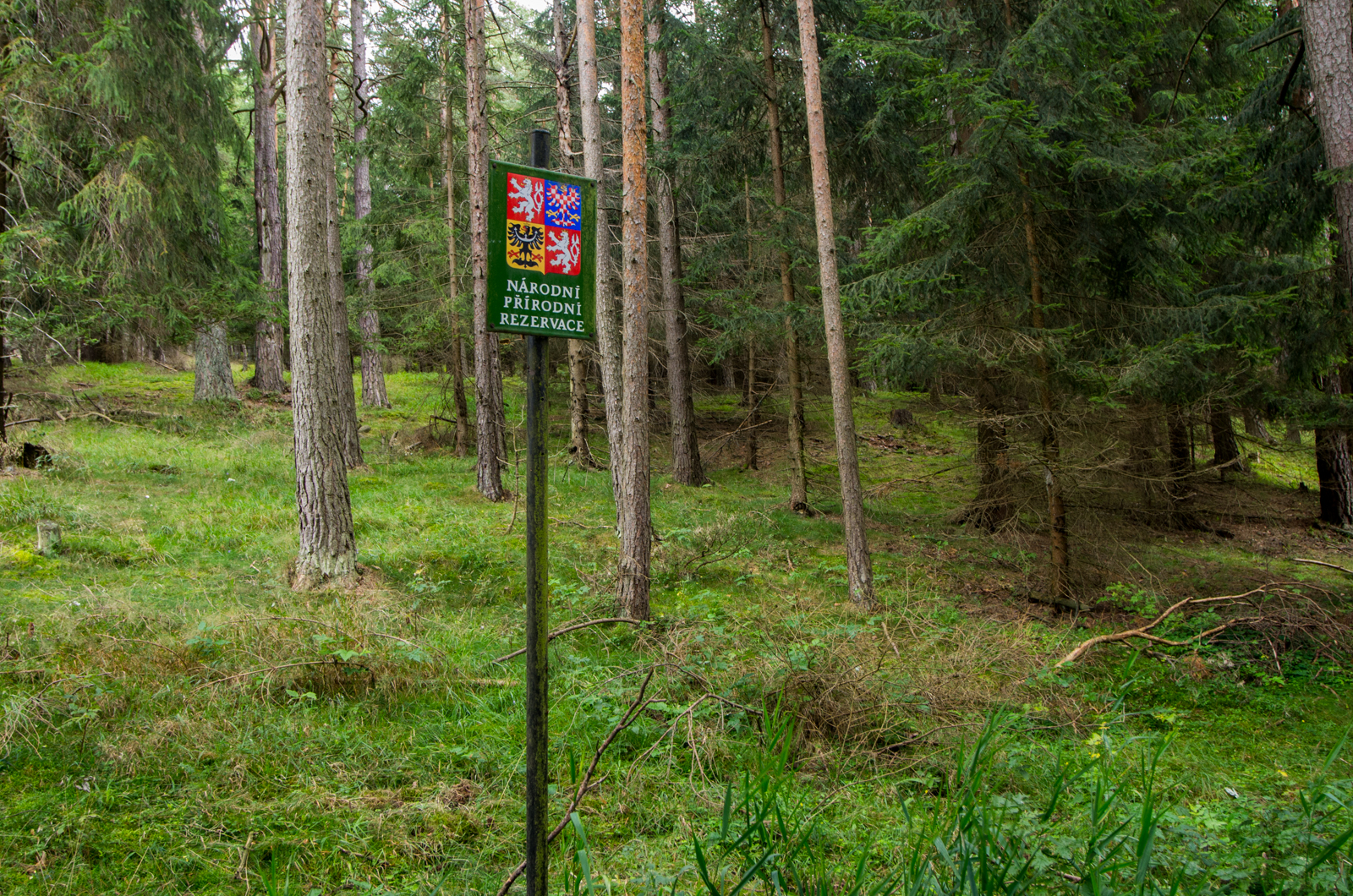
v srpnu 2014
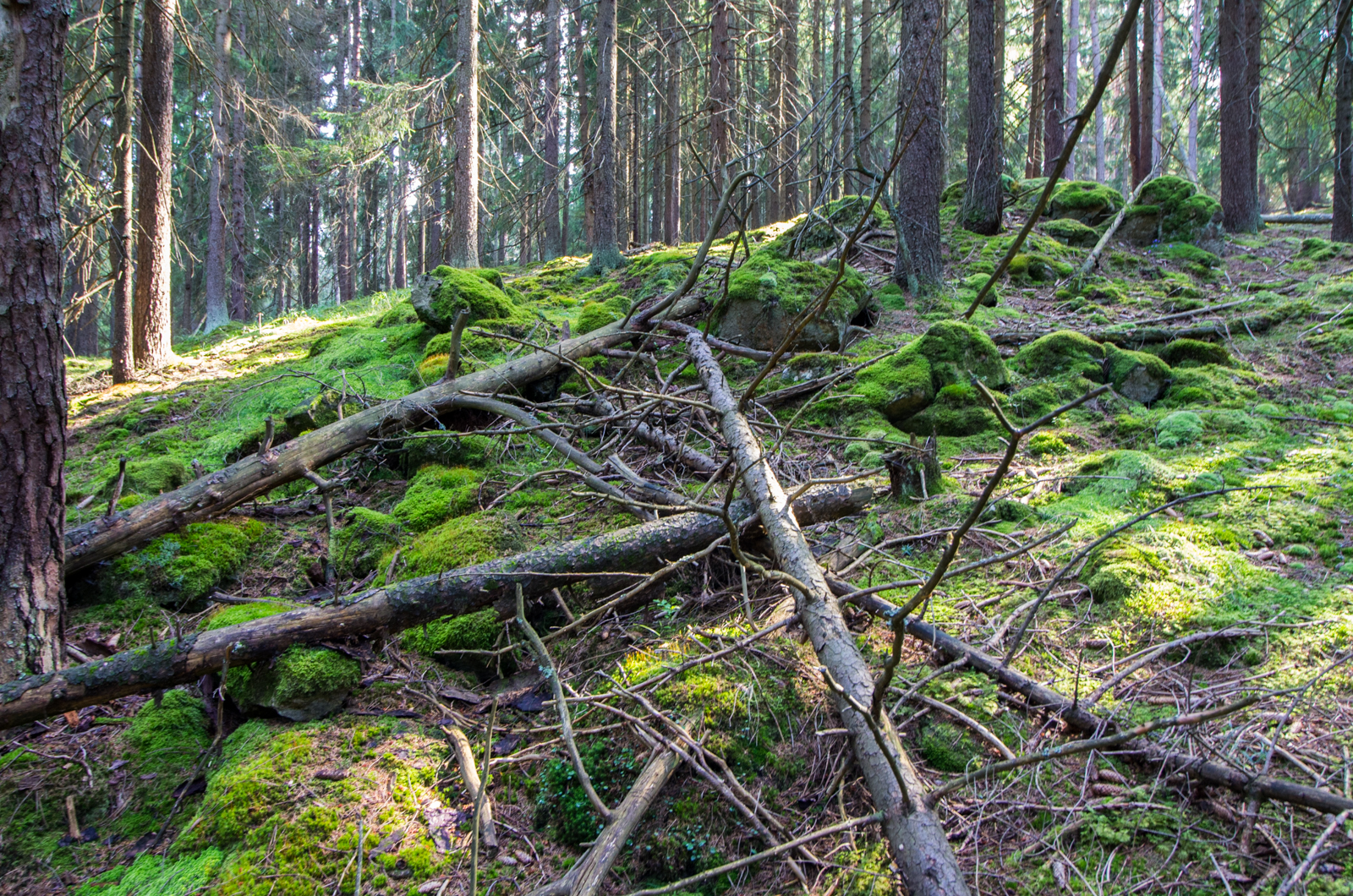
v srpnu 2014
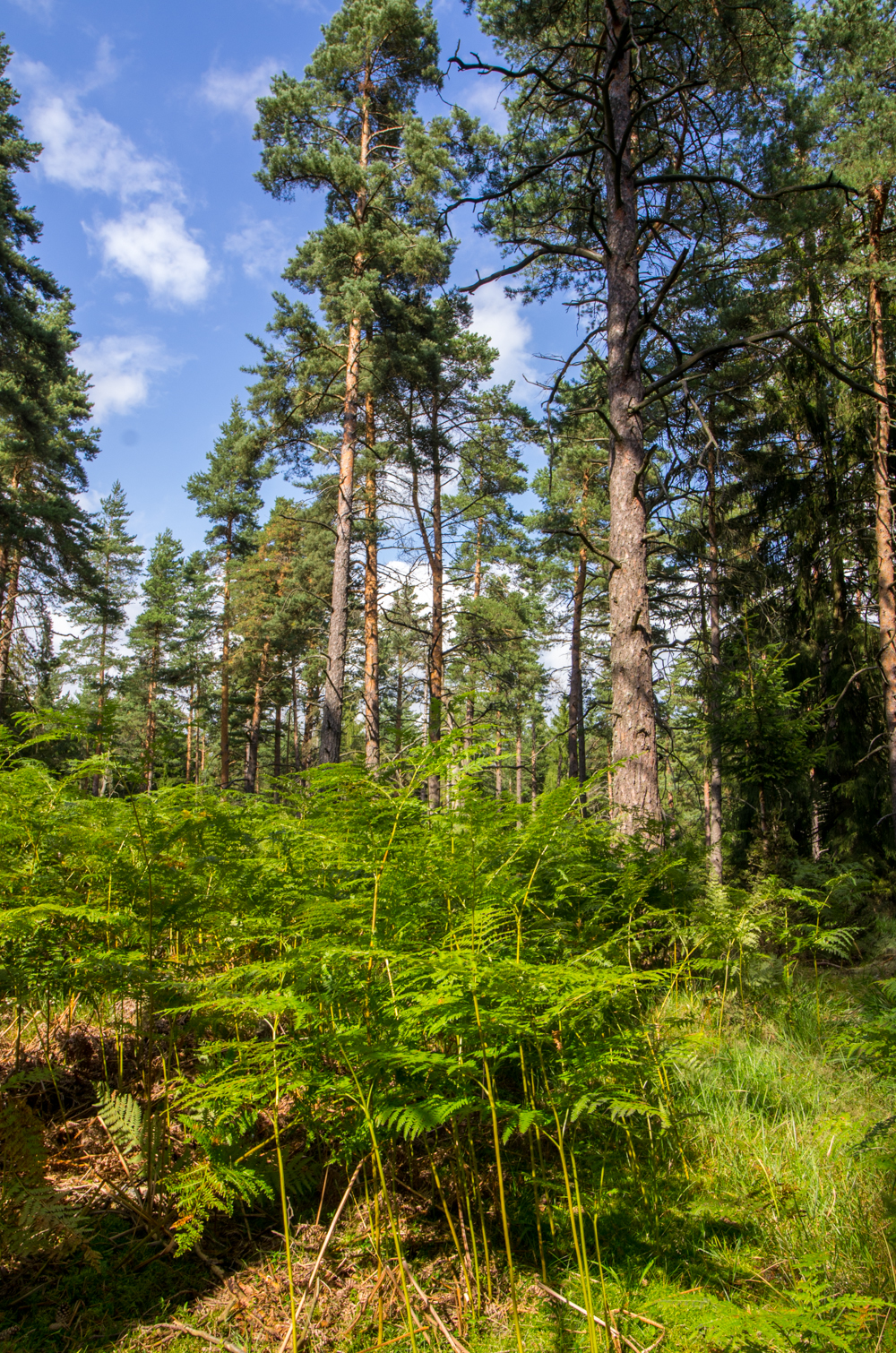
v srpnu 2014
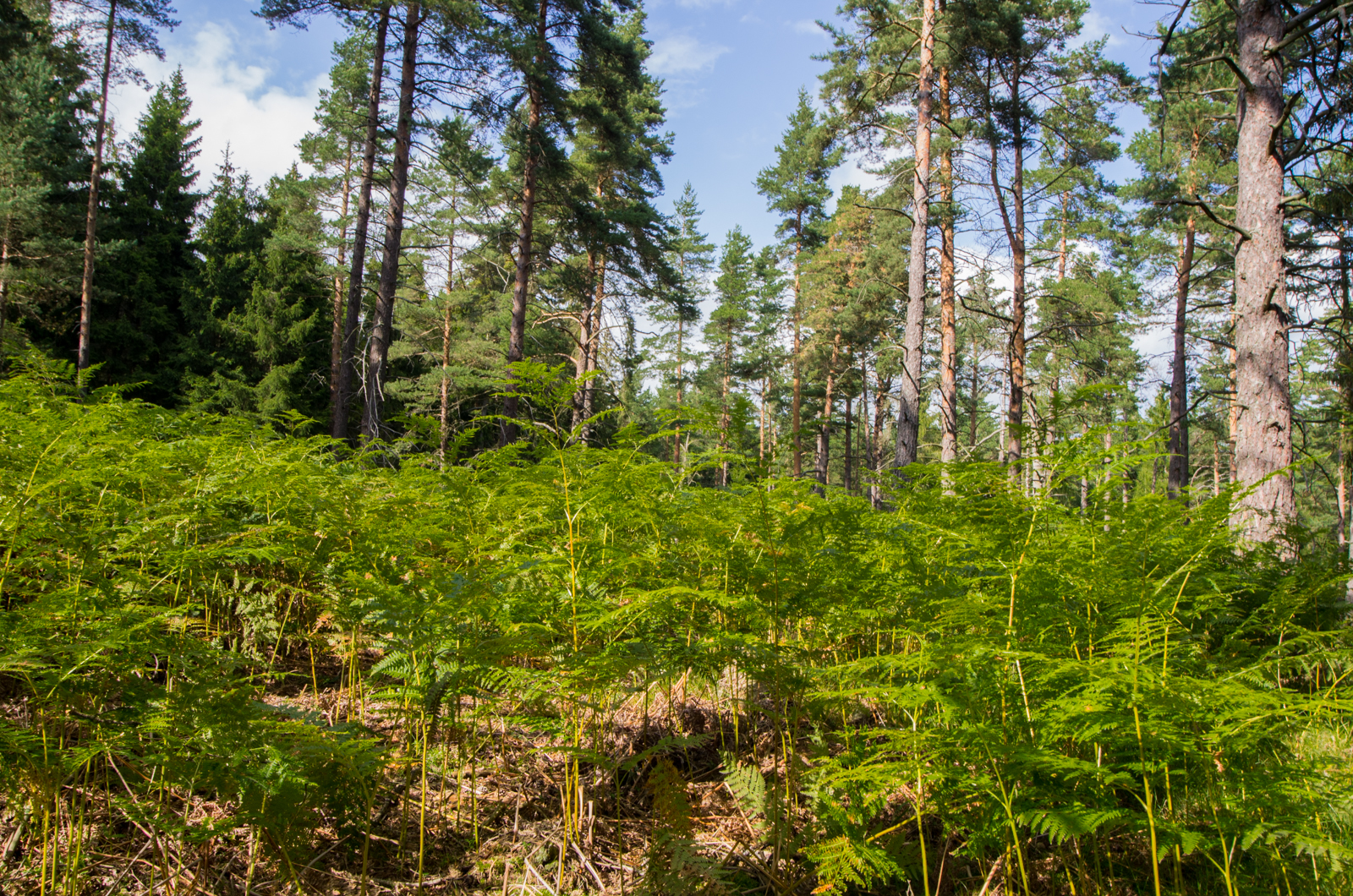
v srpnu 2014
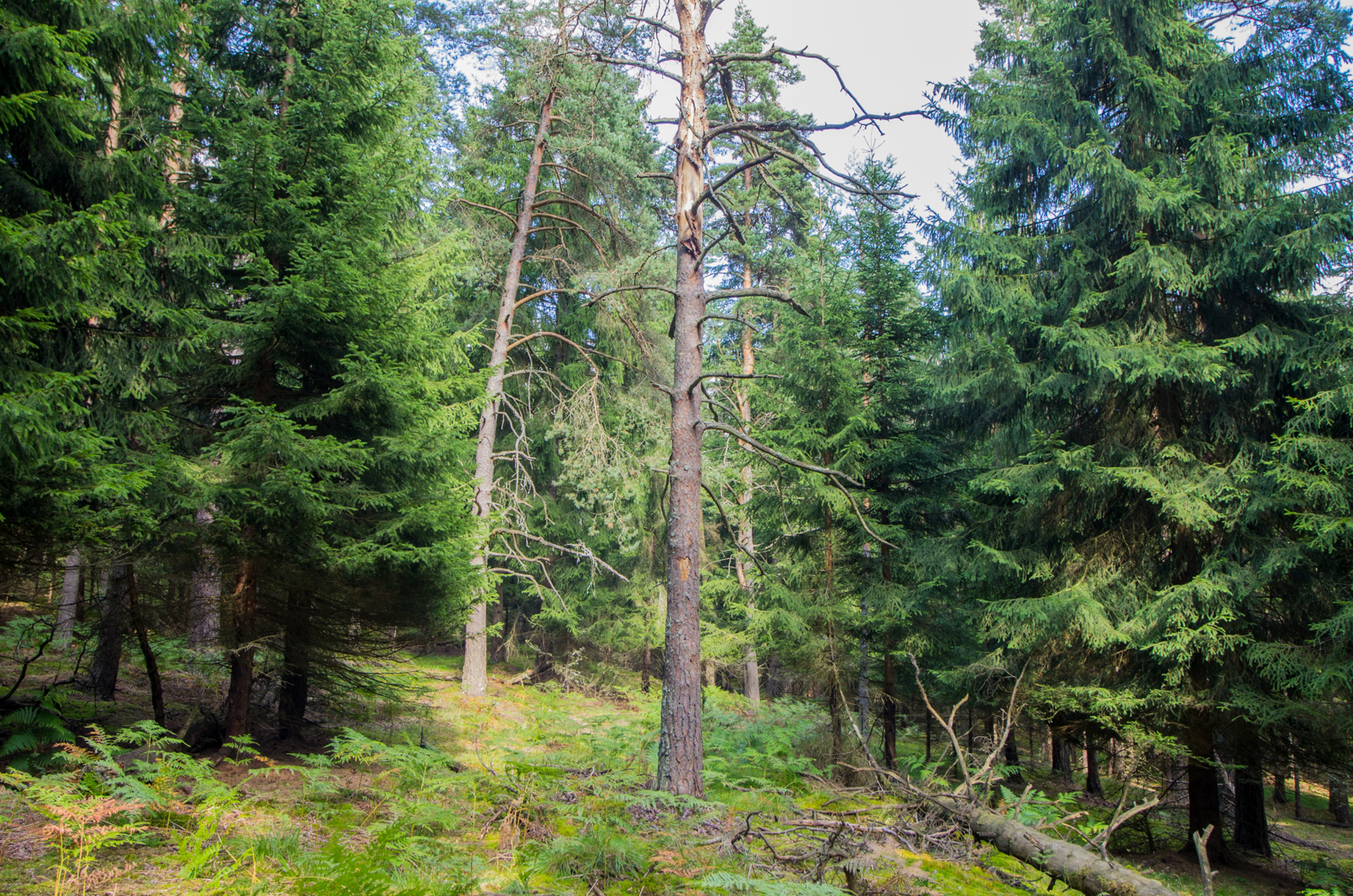
v srpnu 2014
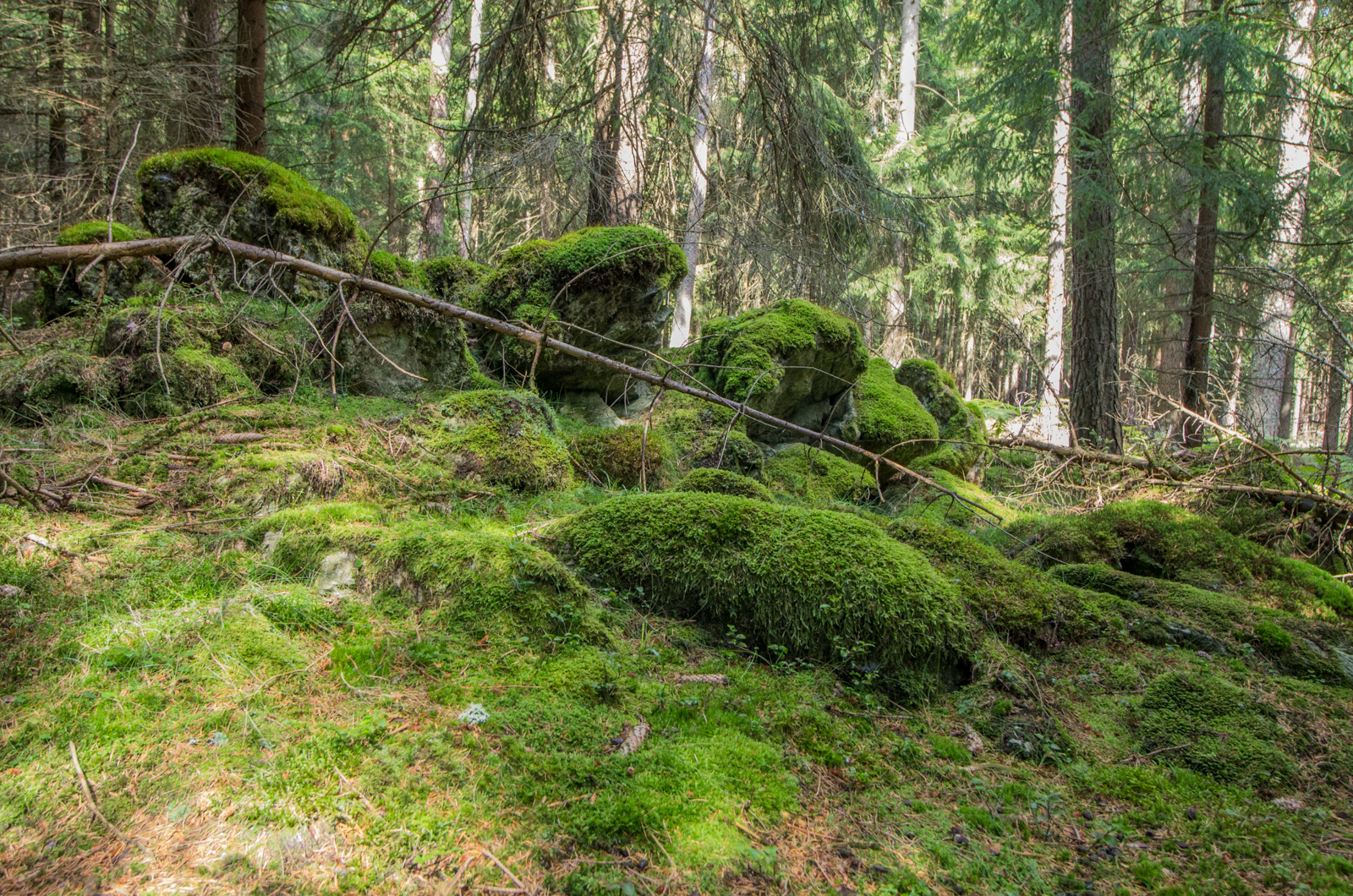
hadcové skalky